# 1886 a sportban
1886 legfontosabb sporteseményei a következők voltak:

## Amerikai futball
- Országos egyetemi bajnok: Yale Bulldogs

## Evezés
- április 3. – A 43. Oxford–Cambridge evezősversenyt a Cambridge-i Egyetem csapata nyeri.

## Gyeplabda
- január 18. – a modern gyeplabdasport születése az Angol Gyeplabdaszövetség megalakulásával, amely lefekteti a sportág szabályait.

## Labdarúgás
| Kiírás              | Győztes             | Ezüstérmes              | Bronzérmes |
| ------------------- | ------------------- | ----------------------- | ---------- |
| Angol labdarúgókupa | Blackburn Rovers FC | West Bromwich Albion FC | —          |
| Skót labdarúgókupa  | Queen’s Park FC     | Renton FC               | —          |

- Márciusban megalapítják a Linfield FC-t Belfastban.
- Május 17-én a skót Motherwell városában megalakítják a Motherwell FC-t.
- Londonban megalakítják az Arsenal FC labdarúgócsapatát Dial Square FC néven.
- Zürichben megalakítják a Grasshopper Club Zürich csapatát.

## Sakk
- január 11.–március 29. – az első hivatalos sakkvilágbajnoki párosmérkőzés Wilhelm Steinitz és Johannes Zukertort között, amelyen Steinitz megszerezte a világbajnoki címet.

## Tenisz
- július 3–17.
  - Wimbledoni teniszverseny férfi egyesben William Renshaw (GBR) győzött Herbert Lawford (GBR) ellen 6–0 5–7 6–3 6–4-re.
  - női egyesben Blanche Bingley (GBR) győzött Maud Watson (GBR) 6–3 6–3-ra.
- augusztus 23–28.
  - US Open teniszverseny férfi egyesben Richard D. Sears (USA) győzött Robert Livingston Beeckman (USA) ellen 4–6 6–1 6–3 6–4-re.

## Születések
| Születés       | Név                     | Nemzetiség, sportág, eredmények | Halálozás |
| -------------- | ----------------------- | --- | --------- |
| ?              | Maurice Deprez          | Európa-bajnok belga válogatott jégkorongozó, olimpikon | ?         |
| ?              | Azeglio Innocenti       | olimpiai bronzérmes olasz tornász | ?         |
| ?              | Spartaco Nerozzi        | olimpiai bronzérmes olasz tornász | ?         |
| ?              | Franks Robinson         | / olimpiai ezüstérmes brit-ír gyeplabdázó | 1949      |
| január 1.      | Harold Halse            | angol válogatott labdarúgó | 1949      |
| január 15.     | Károly Jenő             | magyar bajnok és magyar kupagyőztes magyar válogatott labdarúgó, edző, olimpikon | 1926      |
| január 21.     | Joe Benz                | World Series bajnok amerikai basbelljátékos | 1957      |
| január 22.     | Robert Hennet           | olimpiai bajnok belga vívó | 1930      |
| január 26.     | Hick Cady               | World Series bajnok amerikai basbelljátékos | 1946      |
| január 29.     | William Graham          | / olimpiai ezüstérmes brit-ír gyeplabdázó | 1947      |
| január 31.     | Väinö Tiiri             | olimpiai ezüst- és bronzérmes finn tornász | 1966      |
| február 15.    | Trygve Bøyesen          | olimpiai ezüst- és bronzérmes norvég tornász | 1963      |
| február 20.    | Jørgen Andersen         | olimpiai ezüst- és bronzérmes norvég tornász | 1973      |
| február 22.    | Nils Voss               | olimpiai bajnok norvég tornász | 1969      |
| február 26.    | Moose Johnson           | Stanley-kupa-győztes kanadai jégkorongozó, Hockey Hall of Fame-tag | 1963      |
| március 5.     | Paul Radmilovic         | olimpiai bajnok brit úszó és vízilabdázó, International Swimming Hall of Fame-tag | 1968      |
| március 6.     | Hugo Jahnke             | olimpiai bajnok svéd tornász | 1939      |
| március 7.     | René Thomas             | francia autóversenyző | 1975      |
| március 13.    | Home Run Baker          | World Series-bajnok amerikai baseballjátékos, National Baseball Hall of Fame and Museum-tag | 1963      |
| március 16.    | Sigurd Smebye           | olimpiai bronzérmes norvég tornász | 1954      |
| március 22.    | Arthur Amundsen         | olimpiai ezüst- és bronzérmes norvég tornász | 1936      |
| március 27.    | Jack Tower              | amerikai autóversenyző | 1950      |
| március 29.    | Aarne Pohjonen          | olimpiai bronzérmes finn tornász | 1938      |
| március 31.    | Vlastimil Lada-Sázavský | olimpiai bronzérmes cseh kardvívó | 1956      |
| március 31.    | Enoch West              | angol labdarúgó | 1965      |
| április 10.    | John Hayes              | olimpiai bajnok amerikai maratonfutó | 1965      |
| április 16.    | Georges Thurnherr       | olimpiai bronzérmes francia tornász | 1958      |
| április 23.    | Harry Coveleski         | amerikai baseballjátékos | 1950      |
| április 26.    | Benkt Norelius          | olimpiai bajnok svéd tornász | 1974      |
| április 29.    | Reggie Pridmore         | olimpiai bajnok brit gyeplabdázó, első világháborús katona tiszt, őrnagy | 1918      |
| május 13.      | Larry Gardner           | World Series bajnok amerikai baseballjátékos | 1976      |
| május 25.      | Henry Breckinridge      | olimpiai bronzérmes amerikai vívó, jogász, politikus | 1960      |
| május 27.      | Rodrigo Bertinotti      | olimpiai bronzérmes olasz tornász | 1958      |
| május 27.      | Arthur Dearborn         | amerikai olimpikon atléta, kötélhúzó | 1941      |
| június 2.      | Kristen Vadgaard        | olimpiai ezüstérmes dán tornász | 1979      |
| június 3.      | Carl Larsen             | olimpiai ezüstérmes dán tornász | 1962      |
| június 10.     | Jack Graney             | World Series bajnok amerikai baseballjátékos | 1978      |
| június 11.     | Claud Derrick           | World Series bajnok amerikai baseballjátékos | 1974      |
| június 17.     | Steen Olsen             | olimpiai bajnok dán tornász | 1960      |
| június 23.     | Carl Hårleman           | olimpiai bajnok svéd tornász, rúdugró, nemes, katona, sporttisztviselő | 1948      |
| július 5.      | Federico Cesarano       | olimpiai bronzérmes olasz vívó, sportlövő | 1969      |
| július 19.     | Rudolf Degermark        | olimpiai bajnok svéd tornász | 1960      |
| július 19.     | Butch Schmidt           | World Series bajnok amerikai baseballjátékos | 1952      |
| július 20.     | Thor Larsen             | olimpiai ezüstérmes norvég tornász | 1970      |
| augusztus 9.   | Frederick Holmes        | olimpiai bajnok brit kötélhúzó | 1944      |
| augusztus 18.  | Abonyi István           | magyar sakkozó, sakkmester, sakkfunkcionárius, szakíró. A Magyar Sakkszövetség, valamint a Nemzetközi Sakkszövetség egyik alapítója, a Nemzetközi Levelezési Sakkszövetség egykori elnöke. A Magyar Sakkvilág főszerkesztője | 1942      |
| augusztus 20.  | Arnold Watson Hutton    | argentin válogatott labdarúgó, krikettjátékos, teniszező, vízilabdázó | 1951      |
| augusztus 26.  | Edvard Linna            | olimpiai bronzérmes finn tornász | 1974      |
| szeptember 4.  | Miroslav Fleischmann    | Európa-bajnok csehszlovák jégkorongozó, olimpikon | 1955      |
| szeptember 9.  | Dots Miller             | World Series bajnok amerikai baseballjátékos | 1923      |
| szeptember 18. | Paul Pedersen           | olimpiai ezüst- és bronzérmes norvég tornász | 1948      |
| szeptember 25. | Ernest Jacquet          | svájci válogatott jégkorongozó, olimpikon | 1969      |
| szeptember 27. | Lucien Gaudin           | olimpiai és világbajnok francia tőr- és párbajtőrvívó | 1934      |
| szeptember 29. | Eugène Pollet           | olimpiai bronzérmes francia tornász | 1967      |
| október 10.    | Arvid Holmberg          | olimpiai bajnok svéd tornász | 1958      |
| október 14.    | Walter Campbell         | / olimpiai ezüstérmes brit-ír gyeplabdázó | 1967      |
| október 23.    | Charles Crupelandt      | francia országúti-kerékpáros | 1955      |
| október 31.    | Haakon Sörvik           | olimpiai bajnok svéd tornász | 1970      |
| november 1.    | Otto Authén             | olimpiai ezüstérmes norvég tornász | 1971      |
| november 3.    | Edward Allman-Smith     | / olimpiai ezüstérmes brit-ír gyeplabdázó | 1969      |
| november 5.    | Arvor Hansen            | olimpiai bronzérmes dán tornász | 1962      |
| november 7.    | Aaron Nimzowitsch       | lett születésű dán sakknagymester | 1935      |
| november 9.    | Etienne Coupez          | Európa-bajnok belga válogatott jégkorongozó | ?         |
| november 9.    | Nick Maddox             | World Series bajnok amerikai baseballjátékos | 1954      |
| november 10.   | Del Gainer              | World Series bajnok amerikai baseballjátékos | 1947      |
| november 10.   | Gene Moore              | World Series bajnok amerikai baseballjátékos | 1938      |
| december 1.    | Alfredo Brown           | argentin válogatott labdarúgó | 1958      |
| december 25.   | Morrie Rath             | World Series bajnok amerikai baseballjátékos | 1945      |